# Roi Klein
Roi Klein (hebräisch רועי קליין ; * 10. Juli 1975 in Raʿanana; † 26. Juli 2006 in Bint Dschubail) war ein Major in der Golani-Brigade der Israelischen Streitkräfte.

## Leben
Klein wuchs in Raanana auf. Nach dem Besuch der Bnei David Jeschiwa zog er nach Eli, einer israelischen Siedlung im Westjordanland.
Seinen Militärdienst leistete er in der Fallschirmjäger-Brigade. Später als Berufssoldat diente Klein in die Egoz-Einheit der Golani-Brigade. In einem Gefecht in Bint Dschubail während des zweiten Libanon-Krieges starb er, als er sich auf eine Granate warf, um andere Soldaten seiner Einheit zu retten. Klein war zuletzt stellvertretender Kommandeur des 51. Bataillon der Golani-Brigade (Elite-Einheit der Golani-Brigade).
Klein wurde am 27. Juli 2006 auf dem Nationalfriedhof auf dem Herzlberg in Jerusalem beigesetzt. Er war verheiratet und hatte zwei Kinder.

## Ehrungen
Klein erhielt postum die Tapferkeitsmedaille der israelischen Streitkräfte, die Medal of Valor, verliehen. Die Roi Klein School in Netanja sowie die Roi Klein High School in Ra’anana wurden nach ihm benannt.